# Heinrich (Sachsen-Merseburg)

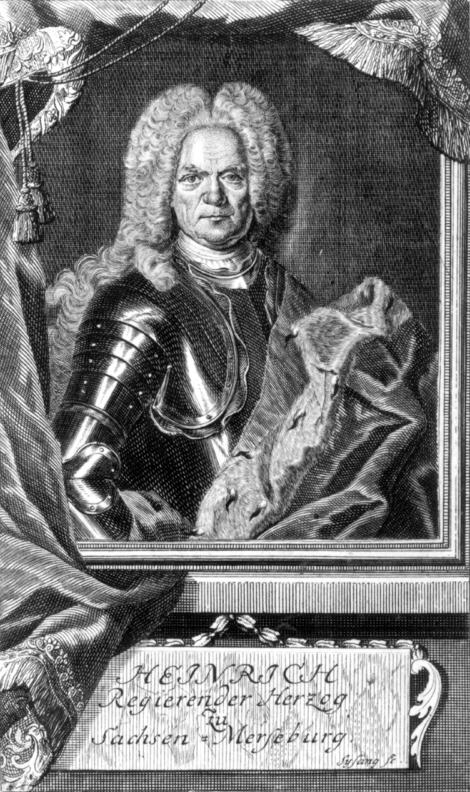
Heinrich, Herzog von Sachsen-Merseburg (im Harnisch, mit Hermelinmantel, Allongeperücke und dem Orden vom Weißen Adler), Kupferstichkabinett Dresden

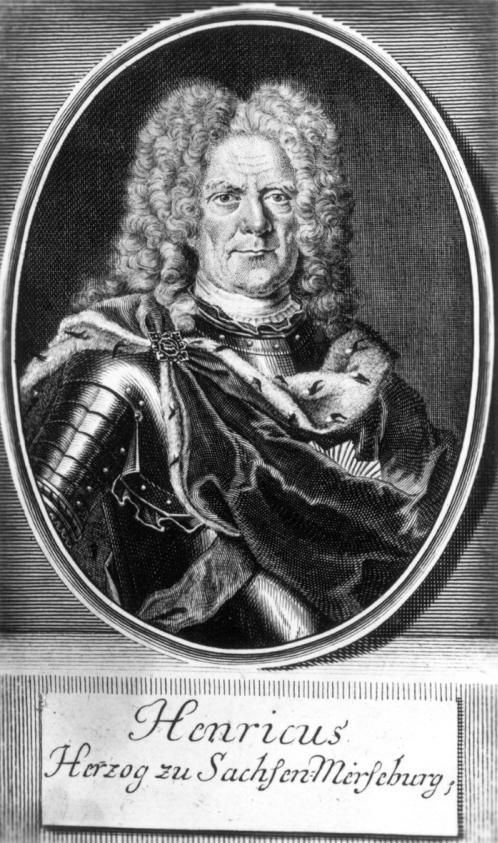
Heinrich, Herzog von Sachsen-Merseburg (im Harnisch, mit Hermelinmantel, Allongeperücke und dem Orden vom Weißen Adler), Kupferstichkabinett Dresden

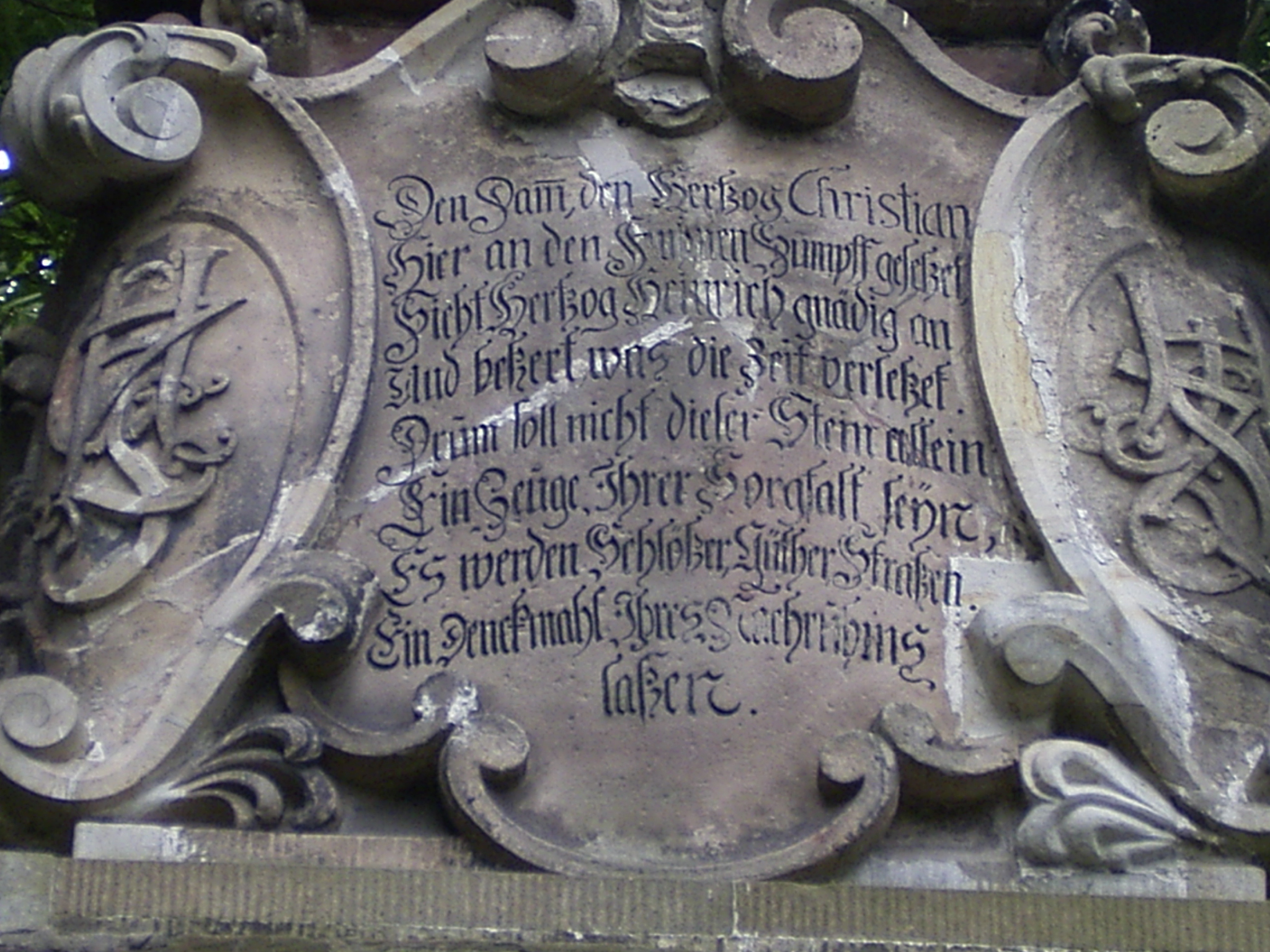
Gedenktafel für Herzog Heinrich von Sachsen-Merseburg am Theuren Christian

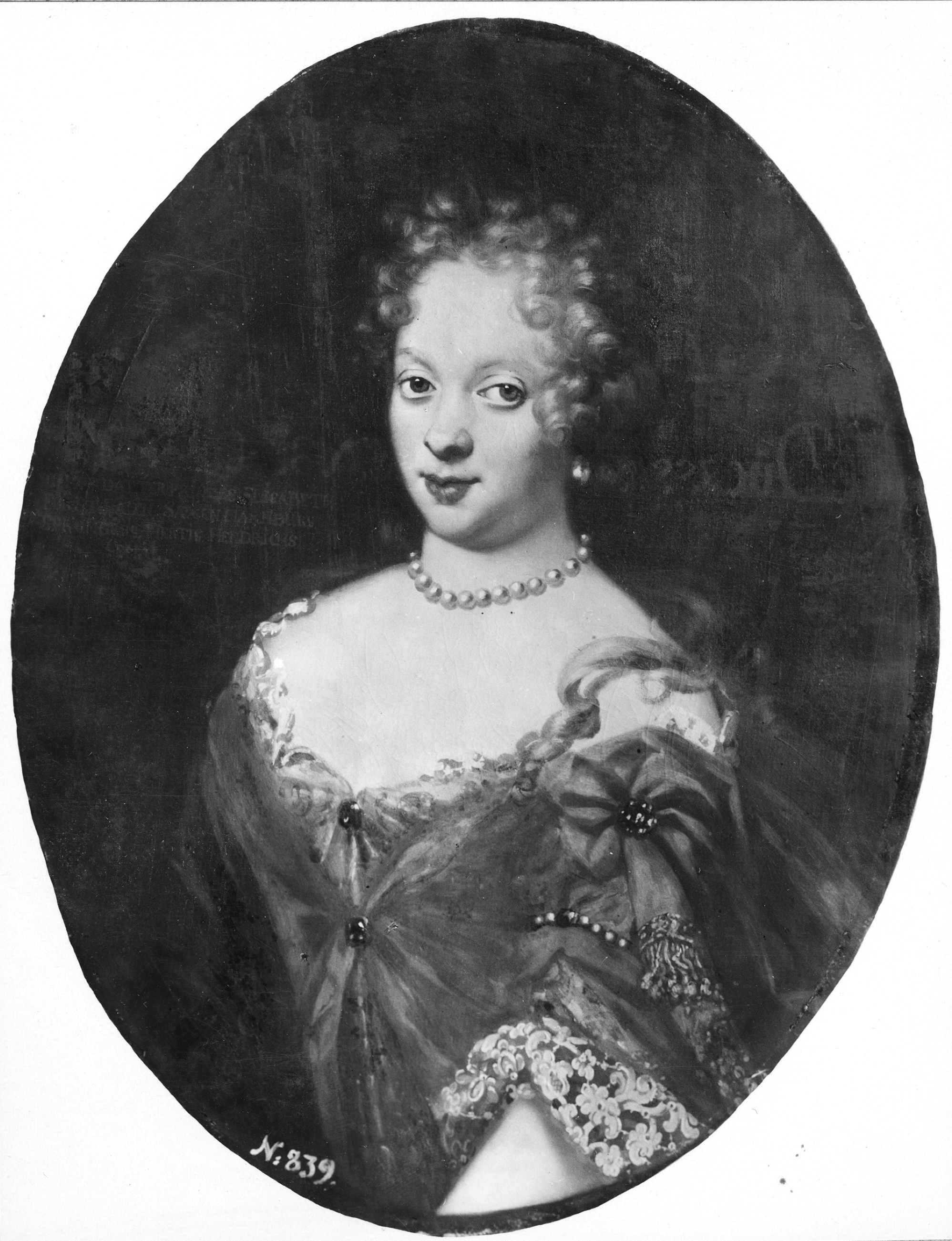
Elisabeth von Mecklenburg-Güstrow

Heinrich von Sachsen-Merseburg (* 2. September 1661 in Merseburg; † 28. Juli 1738 in Dobrilugk) war Angehöriger einer Seitenlinie der albertinischen Wettiner sowie fünfter und letzter Herzog des kursächsischen Sekundogeniturfürstentums Sachsen-Merseburg.

## Familie
Heinrich war der sechste Sohn des Herzogs Christian I. von Sachsen-Merseburg und dessen Gemahlin Christiana, einer Tochter des Herzogs Philipp von Schleswig-Holstein-Sonderburg-Glücksburg.

## Leben

### Regierung in Spremberg
Um auch seine drei nachgeborenen Söhne standesgemäß versorgen zu können, wies ihnen Herzog Christian I. noch zu seinen Lebzeiten jeweils eigene kleine Herrschaftsbereiche als Apanagen zu, die jedoch weiter in Abhängigkeit von der Merseburger Hauptlinie blieben und deren Hoheitsrechte stark beschränkt waren. Heinrich erhielt im Zuge dieser Verteilung die Lausitzer Stadt Spremberg als eigene Residenz und begründete dadurch die Linie Sachsen-Merseburg-Spremberg.
Heinrichs Herrschaft führte in Spremberg zu einer außerordentlichen Blüte, so ließ er Schloss Spremberg 1694 zu seiner Sommerresidenz ausbauen. Es wurden zwei stattliche dreigeschossige Flügel im Osten und Westen, die über eine hölzerne Galerie auf der Hofseite verbunden wurden, erbaut und der Turm mit einem Zeltdach versehen.
Des Weiteren ließ er einen Lustgarten errichten und frönte gern der Jagd. Sein bevorzugtes Jagdgebiet war das später nach ihm benannte Heinrichsfeld – heute ein Ortsteil von Spremberg.
Außerdem wurde mit seiner Unterstützung die Stadt nach dem großen Brand vom 30. Juli 1705 wieder aufgebaut. Für seine Handwerker erließ er Privilegien, die zum Aufblühen von Handwerk und Handel führten. Auch gilt er als großer Förderer der Kultur; so ernannte er Johann Theodor Roemhildt 1726 zu seinem Hofkapellmeister und beschäftigte diesen auch später in Merseburg weiter. Vom Bildhauer Johann Michael Hoppenhaupt ließ er sich ein Medaillenkabinett entwerfen, das heute das einzige originale Möbelstück im Kulturhistorischen Museum auf Schloss Merseburg darstellt.

### Aussterben der Hauptlinie bringt Heinrich auf den Thron
Da der letzte Herzog der Merseburger Hauptlinie, Heinrichs Neffe Moritz Wilhelm, keine männlichen Nachkommen gezeugt hatte und auch der einzige sonst noch verbliebene Erbe, Erbprinz Friedrich Erdmann, bereits verstorben war, fiel das Herzogtum am 21. April 1731 an den inzwischen 69 Jahre alten Heinrich.
Die wirtschafts- und kulturfreundliche Regentschaft seines Neffen setzte er fort. So erfolgte 1735 der Bau des Herzogspavillons in Bad Lauchstädt und 1738 der so genannten Oberen Wasserkunst, einem barocken Brunnen- und Wirtschaftshaus in Merseburg-Oberaltenburg, durch seinen Bildhauer und Architekten Johann Michael Hoppenhaupt. Den zwischen Zörbig und dem anhaltischen Radegast gelegenen Fuhnedamm seines Vaters Christian I. ließ er ausbessern. Zu Heinrichs Ehren wurde daher später eine Erinnerungstafel an das Wegebaudenkmal Theurer Christian angebracht.

### Tod und Begräbnis
Herzog Heinrich starb am 28. Juli 1738 76-jährig auf Schloss Doberlug und wurde in einem Zinnprunksarg in der Fürstengruft des Merseburger Doms beigesetzt. Da weder er noch sonst ein anderes männliches Mitglied der Nebenlinie überlebende männliche Nachkommen hinterlassen hatten, galt die Linie als im Mannesstamm erloschen und die Merseburger Sekundogenitur fiel an Kursachsen zurück.

## Ehe und Nachkommen
Seine einzige Ehe schloss er am 29. März 1692 in Güstrow mit Elisabeth von Mecklenburg-Güstrow, der Tochter Gustav Adolfs, Herzog zu Mecklenburg-Güstrow aus dessen Ehe mit Magdalene Sibylle von Schleswig-Holstein-Gottorf.
Mit seiner Gemahlin hatte er folgende Kinder:
- Moritz (* 29. Oktober 1694 in Spremberg; † 11. April 1695 in Spremberg), Erbprinz von Sachsen-Merseburg-Spremberg
- Christiane Friederike (* 17. Mai 1697 in Spremberg; † 21. August 1722 in Spremberg), Prinzessin von Sachsen-Merseburg-Spremberg
- Gustava Magdalena (* 2. Oktober 1699 in Spremberg; † 3. Oktober 1699 in Spremberg), Prinzessin von Sachsen-Merseburg-Spremberg